# حادث الرحلة 730 (سادي ترانسبورت إيراين)
سا دي ترانسبورت إيراين الرحلة 730 طائرة سود أفياسيون SE-210 كارافيل 10R كانت تحمل علي متنها 52 راكبا و5 من أفراد الطاقم من زيورخ إلي فونشال عبر جنيف في 18 ديسمبر 1977 وأثناء الاقتراب النهائي كان الطيار جيلبرت نويل البالغ من العمر 38 عاما عمل طيار للشركة لمدة 11 عاما والمساعد أول نيكولاس ماجيت البالغ من العمر 35 عاما عمل طيارا للشركة لمدة 8 سنوات يتفقدون إعدادت الهبوط وفجأة أختفت أشارة الطائرة عن الرادار علي بعد 4 كيلومترات (2.5 ميل) جنوبي شرق مطار ماديرا ونجا 21 شخصا من بينهم كل الطيارين ومات 36 شخصا من بينهم مضيفة جوية وأصيب 4 أشخاص بجراح خطيرة من بينهم مساعد الطيار وأصيب 17 شخصا بجراح طفيفة من بينهم الطيار ولكن الحطام غرق ولم يعرف أحد مكان الحطام والتحقيق أنتهي بدون سبب الحادث حتي في 23 أكتوبر 2011 عثر غواصون برتغاليين خوسيه ماركيز البالغ من العمر 58 عاما وأرماندو ريبيرو البالغ من العمر 56 عاما علي حطام الطائرة علي عمق 110 متر (360 قدما) تحت سطح البحر علي بعد 4 كيلومترات (2.5 ميل) جنوبي شرق مطار ماديرا وقال خوسيه ماركيز وأرماندو ريبيرو حسب شهادتهما بإن الطائرة منقسمة إلي نصفين وهما الآن يعملان كمدربان بمراكز تدريب الغواصين وكشف الصندوق الأسود بإن خطأ الطيار بسبب عدم التواصل بين الطاقم وتحليق الطائرة علي ارتفاع منخفض بسبب عدم التنسيق بين الطيارين والوهم الحسي وانشغال الطاقم بسبب البحث عن المراجع البصرية للمدرج كان سبب الحادث وبعد 34 عاما من الحادثة أنشر التقرير النهائي لجعل الطيارين أكثر خبرة والطيران أكثر آمنا وتحسين مطار ماديرا في 2003 بعد 26 عاما من الحادثة كانت الحادثة بعد 29 يوما من حادثة تاب برتغال الرحلة 425.